# Wingo xprs
Wingo xprs var ett i juli 2007 grundat finskt flygbolag. Wingo började i januari 2008 flyga på rutten Åbo-Tammerfors-Uleåborg med ett ATR 42-flygplan med 49 platser. 
Rutten trafikerades endast under vardagar och är speciellt menad för affärsmän. De finska bolagen Eriksson Capital och Touch'N Go samt de svenska bolagen Scanproducts Ab och Tamres Holding Sweden ägde Wingo. Wingo xprs högkvarter var belägen i Åbo flygplats.
Wingo xprs var ett sk. virtuellt flygbolag, d.v.s. de ägde ingen egen flygflotta och/eller besättning. Avitrans Nordic AB hade opererat Wingo xprs' flygningar. Från och med den 17 augusti 2009 började det polska flygbolaget Jet Air att samarbeta med Wingo. Jet Air öppnade en rutt från Åbo till Gdańsk, och började operera Wingo xprs' flygningar med ett ATR 42 propellerplan.

## Destinationer
- Uleåborg (Uleåborgs flygplats)
- Tammerfors (Tammerfors-Birkala flygplats)
- Åbo (Åbo flygplats)

Wingo xprs flög också till Stockholm-Bromma fram till 14 april 2009, då rutten avslutades.